# SN 2011ib
SN 2011ib – supernowa typu IIn-pec odkryta 15 listopada 2011 roku w galaktyce UGC 6716. W momencie odkrycia miała maksymalną jasność 16,80m.